# BIFC몰
BIFC몰(영어: Busan International Finance Center Mall, BIFC Mall)은 대한민국 부산광역시 남구 문현동 문현금융단지에 위치하고 있다. 이 단지에 건설된 1단계 구역 쇼핑몰 건물이다. 지상 1층부터 지상 3층까지 있고 식당 등으로 구성되어 있다. 2014년에 오픈하였다.

## 특징
건물 지상 1층부터 지상 3층까지 여의도 IFC몰처럼 쇼핑몰이 들어와있다. 여의도 IFC몰은 지하에 있고 BIFC몰은 지상에 있다. BIFC몰은 1단계 사업이다. 부산에서 가장 높은 업무용 빌딩인 부산국제금융센터가 들어서고 BIFC몰이 들어섰다. 부산국제금융센터와 BIFC몰이 들어서기 전에는 서울국제금융센터가 오픈하고 여의도 IFC몰이 오픈했다. 여의도 IFC몰이 오픈한 후 서울 제2국제금융센터와 서울 제3국제금융센터가 오픈하였다. 부산국제금융센터 주변에 지상이 있는 BIFC몰이 있다.

## 내부 시설
지상 1층부터 지상 3층에 있다. 식당 등으로 구성되어 있다. 대부분 점포들이 식당이다.
| 층수 | 구성         |
| ---- | ------------ |
| 3층  | 식당         |
| 2층  | 식당, 부동산 |
| 1층  | 커피 등      |

## 같이 보기
- 부산국제금융센터
- 문현금융단지